# لی منگ یوان
لی منگ یوان (انگلیسی: Lee Meng-yuan؛ زادهٔ ۲۵ اوت ۱۹۹۴) تیرانداز اهل تایوان است.
وی در مسابقات کشوری و بین‌المللی در مجموع برندهٔ ۱ مدال طلا، ۲ مدال برنز شده است.